# Faxinal dos Guedes
Faxinal dos Guedes este un oraș în Santa Catarina (SC), Brazilia.